# 王建基
王建基（1882年—1938年），陕西省白水县耀卓村人，名烈，字子中。中华民国政治军事人物，曾協助推翻中國帝制，建立共和。

## 生平
辛亥革命期间，渭北志士纷纷投入反清起义，涌现出一批优秀政治人物和军事将领，王子中即其中一位。  王子中曾任陕西督军府会计主任。  于民国二至四年（1913-1915年）官费留学日本法政大学，加入中华革命党，民国四年返回陕西与曹世英等一起反对袁世凯复辟，驱逐陆建章。民国六年十二月三至十日，高峻、耿直分别在西安发动起义，发布护法檄文，宣告陕西靖国军成立。民国七年一月二十五日，胡景翼部张义安在三原起义。各路义士达成共组陕西靖国军的协议，将义军编为左、右翼，曹世英、胡景翼分别任总司令，王子中（烈）任左翼军参谋长。  两路靖国军合力围攻西安，讨伐陈树藩。受众人推荐赴广东谒见孫中山，被委任为大元帅府参议。随后赴云南向唐繼堯求援，后者派遣叶荃率领第八军随之入陕协助作战，极大地提高了靖国军的斗志和声势。  改编后又任靖国军第三路軍参谋长。  民国九年二月，靖国军第三路军起兵临潼，占领武功，设靖国军司令部武功行营，司令曹世英，参谋长王子中（烈），秘书长张梦宾，副官王继臣，下辖三个支队、三个团和一个简练队，总兵力为四千余人。 后又任国民军第三军（军长孙岳）军部参谋兼运输司令； 南征北战，捍卫民国共和大業。
王子中于民国十五(1926年)年起步入政界，先于1926年任陕西省税务处长，于1927年任陕西省财政委员会高等顾问兼渭北筹款专员，后于1929年任陕西省政府秘书，于1931年任陕西省民政厅秘书、代厅长等职务。民国二十二年辞去公职，转而投身民族工业，兴建三酸厂、新生煤矿公司。  民国十六年购得陕西三原石槽崔古宅，晚年定居三原。由于多年征战操劳，积劳成疾，于民国二十七年（1938年）逝世，终年五十六岁。

## 家庭背景
王子中为白水耀卓王福田、吴氏之次子。其兄王田娃、嫂杨氏在家务农，供其求学、从事革命活动。王田娃育有五子一女：王德柱、王云仙、王德宽、王容轩、王德厚、王德昭；王子中育有三子二女：王德普、王德民（王时曾）、王校岚、王校贞、王德成（王新宽）。

## 靖国军左右翼组织编制
据参考资料5，6,靖国军左右翼组织编制如下。
左翼军总司令：曹世英；
顾问：韦虞；
参谋长：王烈（子中）；
游击司令：赵子健、石象仪、石强斋、杨虎城、张玉山、王才起、李秋轩；
骑兵团长：王祥生。
右翼军总司令：胡景翼；
顾问：曹毓生、范卓甫；
参谋长：李秉璋；
总指挥：邓宝珊；
游击司令：田玉洁、张义安、岳维峻；
步兵团长：冯毓东、李云龙、康振邦。

## 靖国军第三路组织编制
据参考资料4，8，靖国军第三路军组织编制如下。
司令：曹世英；
参谋长：王烈（子中）；
秘书长：张梦宾；
副官：王继臣；
第一支队：杨虎城；第二支队：王祥生；第三支队：石象仪；第一团团长：刘文伯；第二团团长：石象坤；骑兵团团长：王成章；简练队队长：杨仁天。